# 石川愛理
石川 愛理（いしかわ あいり、1984年8月31日 - ）は、沖縄県出身の日本のデザイナー。沖縄アクターズスクール出身。
かつてB.B.WAVES、Hipp'sのメンバーでもあった。2019年から自身のブランド「iAri」を立ち上げデザイナーに転身。

## 出演

### テレビドラマ
- 金曜ドラマ「L×I×V×E」（1999年4月 - 6月、TBS）- 石山朋美 役
- 土曜ドラマ「伝説の教師」（2000年4月 - 6月、日本テレビ）- 沙也加 役
- shin‐D「六本木野獣会」（2001年7月 - 8月、日本テレビ）りん役
- 「東京庭付き一戸建て」（2002年、日本テレビ）
- 「東京ワンダーホテル」（2004年4月、日本テレビ）高原雅子役
- 「東京ワンダーホテル IN SUMMER」（2004年8月、日本テレビ）
- 「東京ワンダーホテル IN AUTUMN」（2004年11月、日本テレビ）
- 「東京ワンダーホテル IN WINTER」（2004年12月、日本テレビ）

### CM
- 森永製菓「Angelo」（1999年）
- SHARP「液晶デジタルビューカムPD」（1999年）
- ファミリーマート「A‐sian!ファミマ」（2003年）
- JTA「日本トランスオーシャン航空」（2004年）

### 映画
- 「棒たおし」（2003年、東京テアトル)監督・前田哲

## 出版

### 写真集
- 「AIRI」（2004年、ワニマガジン社）

### その他
- はじけてB.B（小学館発行で今井康絵著書のコミックス。漫画中に石川愛理が登場）